# Crveni Krst (općina)
Crveni krst je naselje i općina u Nišu, u Srbiji, na desnoj obali Nišave, blizu današnjeg centra grada.
Naselje je dobilo ime po prvom osnovanom koncentracijskom logoru u Drugom svjetskom ratu u Srbiji, Crveni Krst, poznatom i kao Lager Niš, u kojem su 1941. bili zatočeni Srbi, Židovi i partizani. 
Logor Crveni Krst poznat je po tome, što je iz njega 12. veljače 1942. godine, organiziran prvi bijeg u cijeloj porobljenoj Europi. Tom prilikom uspjelo je pobjeći 100 logoraša.
Inače, iz ovog logora je oko 12.000 logoraša odvedeno i ubijeno na Bubnju, brdu iznad Niša.

## Vanjske poveznice
- Turistička zajednica Niša  Arhivirana inačica izvorne stranice od 30. lipnja 2008. (Wayback Machine)
- Stranice zatvorenika koncentracijskog logora  Arhivirana inačica izvorne stranice od 24. ožujka 2008. (Wayback Machine)